# Deutsche Cadre-45/2-Meisterschaft 1930

Veranstaltungsort: Elberfeld

Die Deutsche Cadre-45/2-Meisterschaft 1930 war eine Billard-Turnierserie und fand vom 26. bis zum 29. März 1930 in Elberfeld zum zwölften Mal statt.

## Geschichte
Nachdem er bei den letzten zwei Deutschen Meisterschaften im Cadre 45/2 nicht teilnehmen konnte, meldete sich Albert Poensgen eindrucksvoll zurück. Mit nur einer 222:400-Niederlage in 27 Aufnahmen gegen Otto Unshelm, seiner mit Abstand schlechtesten Partie des Turniers, holte sich Poensgen zum zehnten Mal den Titel. Zum ersten Mal seit 1914 nahm der Leipziger Ludwig Meyer an der DM teil und wurde guter Zweiter. Bereits seine fünfte Medaille gewann der Remscheider Otto Unshelm bei seiner achten Teilnahme.

## Turniermodus
Das ganze Turnier wurde im Round-Robin-System bis 400 Punkte ohne Nachstoß gespielt. Bei MP-Gleichstand wurde in folgender Reihenfolge gewertet:
1. MP = Matchpunkte
2. GD = Generaldurchschnitt
3. HS = Höchstserie

## Abschlusstabelle
| MP    | Match Points (Sieger = 2; Unentschieden = 1; Verlierer = 0) |
| Pkte. | Erzielte Karambolagen                                       |
| Aufn. | Benötigte Versuche                                          |
| GD    | Generaldurchschnitt                                         |
| BED   | Bester Einzeldurchschnitt eines Spielers                    |
| HS    | Höchstserie                                                 |
|       | Bester GD des Turniers                                      |
|       | Bester ED des Turniers                                      |
|       | Beste HS des Turniers                                       |
|       | 1. Platz (Gold)                                             |
|       | 2. Platz (Silber)                                           |
|       | 3. Platz (Bronze)                                           |

| Klassement                 | Klassement                  | Klassement | Klassement | Klassement | Klassement | Klassement | Klassement |
| Platz                      | Name                        | MP         | Pkte.      | Aufn.      | GD         | BED        | HS         |
| -------------------------- | --------------------------- | ---------- | ---------- | ---------- | ---------- | ---------- | ---------- |
| 1                          | Albert Poensgen (Berlin)    | 12:2       | 2622       | 141        | 18,59      | 28,57      | 118        |
| 2                          | Ludwig Meyer (Hamburg)      | 10:4       | 2515       | 163        | 15,42      | 20,00      | 100        |
| 3                          | Otto Unshelm (Remscheid)    | 10:4       | 2353       | 213        | 11,04      | 14,81      | 89         |
| 4                          | Carl Foerster (Aachen)      | 8:6        | 2381       | 130        | 18,31      | 33,33      | 116        |
| 5                          | Werner Sorge (Leipzig)      | 6:8        | 2298       | 209        | 10,99      | 18,18      | 98         |
| 6                          | Alfred Jauch (Hamburg)      | 4:10       | 2075       | 202        | 10,27      | 12,90      | 88         |
| 7                          | Walter Feller (Elberfeld)   | 4:10       | 2340       | 242        | 9,66       | 12,12      | 61         |
| 8                          | Georg Berrisch (Düsseldorf) | 2:12       | 1603       | 227        | 7,06       | 8,88       | 71         |
| Turnierdurchschnitt: 11,91 |                             |            |            |            |            |            |            |